# Wilmot Vaughan (2e comte de Lisburne)
Pour les articles homonymes, voir Wilmot Vaughan et Vaughan.
Wilmot Vaughan, 2e comte de Lisburne (9 mai 1755 - 6 mai 1820), titré vicomte Vaughan de 1776 à 1800, est un propriétaire gallois et un pair irlandais. 

## Biographie
Il est le fils de Wilmot Vaughan (1er comte de Lisburne), et de sa première épouse, Elizabeth Nightingale, décédée des suites de complications à sa naissance. Il fait ses études au Collège d'Eton et, le 4 janvier 1773, il est inscrit à Magdalen College, Oxford. 
Malheureusement, il montre des signes de folie dès 1778 et il est déclaré lunatique le 24 août 1779. Au moment où Vaughan succède à son père, comme comte de Lisburne en 1800, il devient insensé, et ses domaines sont placés entre les mains des administrateurs. Il passe la majeure partie de sa vie à Shillingthorpe Hall, un asile privé situé dans le Lincolnshire, où il meurt célibataire le 6 mai 1820. Son demi-frère, John Vaughan (3e comte de Lisburne), lui succède et hérite des biens d'un revenu de 18 000 £ par an. 